# Теренкуль (Октябрьский район)
Теренкуль — деревня в Октябрьском районе Челябинской области России. Входит в состав Подовинного сельского поселения.

## Население
| 2002 | 2010 |
| ---- | ---- |
| 336  | ↘260 |

## Улицы
| - ул. Береговая, - ул. Восточная, | - ул. Северная, - ул. Центральная. |